# Bronchiolitis obliterans
Unter Bronchiolitis obliterans versteht man eine Entzündung, die sich auf Ebene der Bronchiolen abspielt. Es kommt zu einer Entzündung der kleinen Atemwege, wobei diese so genannten Bronchiolen durch Granulationsgewebe obstruiert werden. Es kommt zur Obstruktion mit exspiratorischer Flussbehinderung. Betroffene der Krankheit haben ein eingeschränktes Lungenvolumen, da der Körper versuchte, die vorangegangene Infektion zu heilen. Er bildet Narben, um die Entzündung einzudämmen. Diese Narben sind sehr dick und wulstig, aus diesem Grund sind die Atemwege häufig leicht, selten stark verengt.
Ursachen sind vorangegangene Infektionen, Medikamente und Autoimmunerkrankungen. Die Bronchiolitis obliterans ist die bedeutsamste chronische Abstoßungsreaktion nach einer Lungentransplantation.
Die Bildung eines fibrinreichen Exsudates verstopft die Bronchiolen und distale Lungenbläschen und führt zu einer Störung des Gasaustausches. Langfristig bildet sich ein narbiger Umbau mit Bildung von Kollagen aus, der die Bronchiolen weiter verengt. Die Symptome dieser Erkrankung sind grippeähnlich, auch das Röntgenbild lässt sich im Sinne einer Pneumonie deuten. Allerdings wandert die Lokalisation der im Röntgenbild sichtbaren Infiltrate und Versuche einer Antibiotikatherapie bleiben erfolglos. Nötig ist eine rasche und langfristige Cortisontherapie für mindestens sechs Monate, ansonsten sind schwerwiegende Verläufe möglich. Bei Patienten, deren Erkrankung nicht auf eine intensivierte Immunsuppression und Makrolidantibiotika anspricht, wird auch die Photopherese eingesetzt.
Als weitere mögliche Ursache gilt laut Berichten der Washington Post das im Butteraroma von Mikrowellenpopcorn vorkommende Diacetyl. Hinweis darauf ist, dass die seltene Krankheit gehäuft unter Arbeitern in Fabriken für Mikrowellenpopcorn vorkommt. Dieses Phänomen wird häufig auch als „Popcorn Worker’s Lung“ bezeichnet.